# Santiago de Jesús
Santiago Arriaga y Arrien, conocido por su nombre religioso Santiago de Jesús (Líbano de Arrieta, Vizcaya, 22 de noviembre de 1903 - Cuenca, 24 de septiembre de 1936), fue un sacerdote religioso trinitario martirizado en 1936, en plena guerra civil española, y beatificado junto a otros 497 mártires de España el 28 de octubre del 2007 en Roma por el papa Benedicto XVI.

## Biografía
Santiago Arriaga nació en la anteiglesia de Líbano de Arrieta (Vizcaya), el 22 de noviembre de 1903, en el seno de una familia de campesinos.
Santiago entró a la Orden Trinitaria con tan solo 12 años de edad. Hizo su noviciado en el santuario de la Bien Aparecida (Ampuero, Cantabria), donde profesó el 5 de octubre de 1920, tomando el nombre de Santiago de Jesús. De 1920 al 1922 cursó los estudios de filosofía en la casa de la Trinidad de Villanueva del Arzobispo (Jaén), continuándolos después en la Universidad Gregoriana de Roma al ser trasladado al convento de San Carlo alle Quattro Fontane. En esa misma universidad curso los estudios en teología de 1924 a 1928.
Estando en Roma, Santiago de Jesús, hizo su profesión solemne el 25 de diciembre de 1924 y fue ordenado sacerdote el  3 de julio de 1927. Luego de terminar sus estudios fue destinado como profesor a Algorta, donde permaneció hasta 1930. Fue conventual de Cuenca, donde enseñó filosofía y teología, y fue maestro de profesos desde 1932 hasta su muerte. Siempre llamó la atención por su alegría y su disponibilidad para todo.

## Martirio y culto
El municipio de Belmonte fue ocupado por los milicianos del bando republicano, Melchor del Espíritu Santo, superior de la comunidad, hizo que Santiago de Jesús, maestro de estudiantes, escondiera a los jóvenes religiosos entre las familias del pueblo. Sin embargo, ni el superior ni el maestro Santiago abandonaron el convento y permanecieron en él junto a otros dos conventuales: Luis de San Miguel de los Santos y Juan de la Virgen del Castellar. Los cuatro fueron apresados y encarcelados el 29 de julio de 1936 y fusilados después, en la madrugada del 24 de septiembre del mismo año, junto a la tapia del cementerio de Cuenca.
Los cuatro mártires de Belmonte fueron beatificados por el papa Benedicto XVI, el 28 de octubre de 2007, en el grupo de unos diez mártires trinitarios, que a su vez estaban registrados en el gran grupo de 498 mártires del siglo XX de España. 
Los restos de los cuatro mártires de Belmonte, se veneran en la parroquia de San Juan de Mata de Alcorcón (Madrid) de los religiosos trinitarios.